# 古利姆·法蘭高
古利姆·法蘭高（Guillermo Franco，1976年11月3日—）是一名墨西哥足球運動員，在阿根廷出生，擔任前鋒，是墨西哥國家隊2010年南非世界盃的參賽球員，現已掛靴。

## 球員生涯
在南美洲國家阿根廷出生的法蘭高，於阿根廷球會聖羅倫素展開球員生涯，其後轉投墨西哥球會蒙特雷。
2006年，法蘭高遠赴歐洲加盟西甲球會維拉利爾。在度過三個飽受傷患困擾的球季後，於2009年9月17日，免費轉會加盟英超球會韋斯咸，簽約一年，期間上陣23場及射入5球，協助球隊成功護級，約滿後未有與球會續約。

## 國家隊
墨西哥裔的法蘭高，雖然在阿根廷出生，但他選擇代表祖國墨西哥，於2005年10月8日首次代表墨西哥國家隊，出戰危地馬拉。
2006年，法蘭高入選墨西哥國家隊參加德國世界盃大軍，首次參加世界盃決賽週。
2009年，法蘭高協助墨西哥國家隊，贏得美洲金盃冠軍。
2010年，法蘭高入選墨西哥國家隊參加南非世界盃大軍名單，第二次參加世界盃決賽週，

## 榮譽
國家隊
- 美洲金盃冠軍：2009年；

## 外部連結
- 足球数据库：古利姆·法蘭高的球员统计数据
- 法蘭高個人官方網頁 （页面存档备份，存于）
- Statistics at Guardian Stats Centre
- FootballDatabase.com Profile （页面存档备份，存于）
- （西班牙文） MedioTiempo.com Profile
- 國際足協官方網頁南非世界盃球員資料 （页面存档备份，存于）